# ジーノ・ファノ
ジーノ・ファノ（Gino Fano、1871年1月5日 - 1952年11月8日）は、イタリアの数学者である。有限幾何学の創始者として知られる。
彼はイタリアのマントヴァで生まれ、ヴェローナで死亡した。
彼は射影幾何学と代数幾何学の分野で様々な貢献をした。幾何学基礎論における彼の研究は、ダフィット・ヒルベルトの類似した、しかしより一般的な研究に10年ほど先行している。
彼は物理学者ウーゴ・ファノと数学者ロバート・ファノの父であり、物理学者で数学者のジュリオ・ラカーの叔父である。

## 業績
ファノは有限射影空間の領域の初期の執筆者であった。とりわけ、射影 n-空間のための公理の集合の独立性を証明する彼の論文では、彼は第四調和点をその共役と等しくすることの結果を考慮した。これにより、15個の点、35個の直線、15個の平面の有限3次元空間に含まれる7個の点と7個の直線の構成になり、各直線には3つの点しか含まれない:114。
この空間の全ての平面は、7個の点と7個の直線で構成され、今日ではファノ平面と呼ばれている。
ファノは、任意の次元と素数位数の有限射影空間を記述するために研究を続けた。
1907年、ジーノ・ファノはクライン百科事典の第3部に2つの記事を寄稿した。1つ（SS.221-88）は、19世紀の歴史的発展を通じて、解析幾何学と総合幾何学の比較だった。もう1つ（SS.282-388）は、幾何学における統一原理としての、幾何学と群論における連続群についてだった。